# Brignano con la O
Brignano con la O è stato un programma televisivo italiano di genere one-man show di Enrico Brignano, andato in onda in prima serata su Canale 5 in due parti il 10 settembre e il 30 settembre 2009. Appartiene alla serie degli Speciali di Zelig 2009. 

## Il programma
Lo spettacolo teatrale di Enrico Brignano (in tour dal 2006), reso famoso dalla sua intensa attività teatrale come autore ed attore, andò in scena al Teatro Allianz di Assago, registrato per la televisione in due parti con i titoli Brignano con la O parte prima e Brignano con la O parte dopo. 
Ripercorre la produzione artistica dei primi anni 2000 del comico, dal racconto a puntate del matrimonio al divertente monologo sui dialetti d'Italia, fino a cimentarsi in numeri da storia del varietà e sketch scritti da Brignano quando era agli esordi. Monologhi sperimentati, perfezionati, cresciuti sui palcoscenici di tutta la Peninsola che hanno decretato il successo di un mattatore abilissimo. 
Lo show parte dalla ricerca dell'identità personale di Brignano (infanzia, scuola, famiglia) – a cui storpiavano spesso il nome in Brignani con la "i" –, per arrivare a rappresentare l'uomo d'oggi. Infatti, l'artista è colto da amletici dubbi, sotto un diluvio di cifre, bande magnetiche, codici a "sbarre" che scuotono il cuore e l'anima dello spettatore. Divaga fra gli argomenti d'attualità con sottili analisi antropologiche, ad esempio scavando sul rapporto dei romani con il cibo messo a confronto con la vasta tradizione musicale delle canzoni romanesche della Capitale (Nannì, La società dei magnaccioni, Fiori tresteverini di anonimo del XIX secolo, Casetta de Trastevere di Simeoni, Barcarolo romano).
Una narrazione serrata, quasi in apnea, attraverso la recitazione, il ballo, il canto (accompagnato dall'orchestra) e l’ironia provocatoria fiore all'occhiello dell'attore romano, tenero e pungente allo stesso tempo.

## Edizioni
| Edizione | Anno | Rete televisiva | Titolo del programma                       | Conduzione      | Periodo           | Periodo          | Presenze fisse                                 | Presenze fisse                                 | Presenze fisse                                 | Puntate | Regia          | Studio                  |
| Edizione | Anno | Rete televisiva | Titolo del programma                       | Conduzione      | Inizio            | Fine             | Presenze fisse                                 | Presenze fisse                                 | Presenze fisse                                 | Puntate | Regia          | Studio                  |
| -------- | ---- | --------------- | ------------------------------------------ | --------------- | ----------------- | ---------------- | ---------------------------------------------- | ---------------------------------------------- | ---------------------------------------------- | ------- | -------------- | ----------------------- |
| 1ª       | 2009 | Canale 5        | Brignano con la O parte prima / parte dopo | Enrico Brignano | 10 settembre 2009 | 30 dicembre 2009 | Marco Todisco (1ª p.) Simona Samarelli (2ª p.) | Marco Todisco (1ª p.) Simona Samarelli (2ª p.) | Marco Todisco (1ª p.) Simona Samarelli (2ª p.) | 2       | Marco Beltrami | Teatro Allianz (Assago) |

## Puntate e ascolti

### Prima edizione (2009)
| Puntata | Messa in onda     | Ascolti        | Ascolti | Ospiti |
| Puntata | Messa in onda     | Telespettatori | Share   | Ospiti |
| ------- | ----------------- | -------------- | ------- | ------ |
| 1       | 10 settembre 2009 | 3 686 000      | 17,5%   |        |
| 2       | 30 dicembre 2009  | 4 209 000      | 18,17%  |        |
| Media   | Media             | 3 947 500      | 17,83%  |        |

## Curiosità
Il 18 marzo 2010, dal Teatro Ariston di Sanremo, si svolse il 50º Premio Regia Televisiva, manifestazione che premiava annualmente i migliori programmi della tv, generalista e non, presentato per il secondo anno consecutivo da Carlo Conti, selezionò lo spettacolo televisivo Brignano con la O tra le migliori 20 trasmissioni finaliste dell'Anno 2009, scelte da una commissione fra i più importanti rappresentanti della stampa italiana.